# Якубув (Скерневицький повіт)
Якубув (пол. Jakubów) — село в Польщі, у гміні Ковеси Скерневицького повіту Лодзинського воєводства.
Населення — 47 осіб (2011).
У 1975-1998 роках село належало до Скерневицького воєводства.

## Демографія
Демографічна структура станом на 31 березня 2011 року:
|          | Загалом | Допрацездатний вік | Працездатний вік | Постпрацездатний вік |
| -------- | ------- | ------------------ | ---------------- | -------------------- |
| Чоловіки | 24      | 8                  | 12               | 4                    |
| Жінки    | 23      | 6                  | 13               | 4                    |
| Разом    | 47      | 14                 | 25               | 8                    |